# Ichthydium forcipatum
Ichthydium forcipatum är en djurart som tillhör fylumet bukhårsdjur, och som beskrevs av Voigt 1901. Ichthydium forcipatum ingår i släktet Ichthydium och familjen Chaetonotidae. Inga underarter finns listade i Catalogue of Life.